# Proceratophrys cururu
Proceratophrys cururu är en groddjursart som beskrevs av Eterovick och Sazima 1998. Proceratophrys cururu ingår i släktet Proceratophrys och familjen Cycloramphidae. IUCN kategoriserar arten globalt som otillräckligt studerad. Inga underarter finns listade i Catalogue of Life.